# TP-82
Die TP-82 (russisch: ТП-82) ist eine dreiläufige sowjetische Handfeuerwaffe (kombinierte Waffe in Form eines Drillings), die von Kosmonauten bei bemannten Weltraummissionen als Survivalwaffe mitgeführt wurde.
Die Waffe wurde zum Schutz und Überleben der Kosmonauten nach einer Landung in der sibirischen Wildnis bis zum Eintreffen der Bergungsmannschaften mitgeführt. Sie wurde auf Betreiben des Kosmonauten Alexei Archipowitsch Leonow eingeführt, der mit seiner Woschod-Raumkapsel 600 km von der Landezone abgekommen und daher vier Tage in der sibirischen Wildnis warten musste, bis ihn die Bodencrew erreichen konnte. Er befürchtete, dass die damals mitgeführte 9-mm-Pistole gegen wildlebende Tiere wie Bären nicht ausreichend sein würde.
Die oberen beiden Glattrohrläufe können 12,5×70-mm-Flintenmunition und der untere Dralllauf 5,45×39-mm-Munition verschießen. Die Munition wird in einem Munitionsgürtel, ähnlich einem Bandalier, mitgeführt. Die Pistole kann zur Jagd, zur Verteidigung gegen Raubtiere oder als Signalpistole verwendet werden. Das abnehmbare Anschlagbrett ist zudem eine Mehrzweckmachete mit Schutzhülle. Die Machete war unter anderem dafür vorgesehen, ein Notfalliglu bauen zu können.
Die TP-82 wurde während der sowjetisch/russischen Weltraummissionen von 1986 bis 2006 als Teil des Notfall- und Überlebenspaketes des Sojus-Programms mitgeführt. Die effektive Reichweite beträgt 200 Meter. 2007 wurde bekanntgegeben, dass aufgrund der unüblich gewordenen Kaliber die TP-82 zukünftig durch herkömmliche halbautomatische Pistolen ersetzt wird.